# Loyada
Loyada, in arabo لويادا, è una città dello Stato africano di Gibuti, amministrativamente parte della Regione di Arta e situata nella parte sud-est del paese al confine con la Somalia; la città si trova sulla sponda meridionale del golfo di Tagiura dove questo si apre sul golfo di Aden, e ospita l'unico valico di frontiera ufficialmente aperto tra Gibuti e la Somalia (dal 1991 tra Gibuti e Somaliland, dopo l'unilaterale e non riconosciuta proclamazione di indipendenza della regione).
Al 2012 la città aveva una popolazione di 1.646 abitanti, principalmente facenti parte del gruppo etnico degli Issa.

## Etimologia
Il nome della città deriva dalle parola afar Lē-ʿádu o Lē-ʿadó, ovvero "bianco luogo di irrigazione", reso in somalo come Loowyaʿádde ("con bianchi vitelli") per cacografia; le autorità coloniali francesi cartografarono la città come "Loyada", mentre la pronuncia in somalo standard è "Lawya caddo"

## Storia
Piccolo centro abitato parte del Sultanato di Ifat e del Sultanato di Adal durante l'epoca medioevale, Loyada divenne parte del possedimento francese della Somalia francese o "Costa francese dei somali" nel 1888, quando Francia e Regno Unito si accordarono per definire il confine tra la colonia francese e quella britannica della Somalia Britannica tracciando appunto una linea retta da Loyada fino a Jaldessa nell'interno più a sud.
Unico valico di frontiera aperto tra la colonia e la vicina Somalia (indipendente dal luglio del 1960), il 3 febbraio 1976 un gruppo di militanti del Fronte di Liberazione della Costa dei Somali o FLCS tentò di forzare il posto di controllo di Loyada provenendo da Gibuti a bordo di uno scuolabus dirottato carico di bambini, figli della locale guarnigione francese; lo scuolabus fu bloccato nella striscia neutrale tra le due frontiere e il giorno dopo assaltato da contingenti della Legione straniera francese e della Gendarmerie nationale: nello scontro tutti e sette i dirottatori furono uccisi come pure due dei bambini presi in ostaggio.
Nel corso dei primi anni 1990 si verificarono vari scontri a fuoco davanti a Loyada dal lato somalo del confine, parte della più ampia guerra civile somala; il valico di frontiera fu più volte chiuso a partire dal 1999 per contrasti politici tra le autorità gibutiane e quelle della neo-proclamata repubblica del Somaliland, ma nel 2002, con l'elezione di Dahir Riyale Kahin e la normalizzazione dei rapporti tra le due nazioni, venne raggiunto un accordo per la riapertura della frontiera. L'Alto commissariato delle Nazioni Unite per i rifugiati ha aperto a Loyada un centro di assistenza per i rifugiati in fuga dalla Somalia.